# Rio Bilbor
O Rio Bilbor é um rio da Romênia afluente do Rio Cracăul Alb, localizado no distrito de Neamţ.